# 황규선
황규선(黃圭宣, 1937년 12월 27일~2017년 2월 21일)은 대한민국의 치과의사, 정치인이다. 제15대 국회의원이다. 본관은 장수이며, 출생지는 경기도 이천이다.

## 학력
- 신둔초등학교 졸업
- 송곡고등공민학교 졸업
- 성동고등학교 졸업
- 서울대학교 치과대학 졸업, 의학박사 학위취득
- 동국대학교 대학원 졸업 문학석사, 철학박사 취득

## 경력
- 1996. 4. 11. 대한민국 제15대 국회의원 선거 당선(경기 이천시, 통합민주당, 초선)
- 1996. 5. 30.~2000. 5. 29. 제15대 국회의원(민주당→신한국당→한나라당)
- 동국대학교 철학 교수
- 민주화추진 협의회 상임운영위원
- 황씨 중앙종친회 부회장

## 역대 선거 결과
|  | 29.93% |

|  | 23.00% |

|  | 32.25% |

|  | 34.50% |

## 같이 보기
- 이천시 (1996년 선거구)
- 이천시의 국회의원